# Серпень 2014
Серпень 2014 — восьмий місяць 2014 року, що розпочався в п'ятницю 1 серпня та закінчився в неділю 31 серпня.

## Події
- 30 серпня
  - Прем'єр-міністр Польщі Дональд Туск обраний новим головою Європейської РадиГоловою Європейської ради став Дональд Туск // BBC, 30 серпня 2014.
- 27 серпня
  - Військові Російської Федерації захопили Новоазовськ та низку населених пунктів Новоазовського, Старобешевського, Амвросіївського районів[1].
  - Президент України Петро Порошенко достроково припинив повноваження Верховної Ради України VII скликання. Позачергові вибори оголошені 26 жовтня[2]
- 25 серпня
  - Помер Річард Аттенборо — англійський кіноактор і режисер, багаторазовий володар премій «Оскар», «Золотий глобус» і BAFTA[3]
- 24 серпня
  - Помер українець Леонід Стадник — найвища людина планети[4]
- 20 серпня
  - Внаслідок сходження селевих потоків у Хіросімі відбувся зсув ґрунту, жертвами якого стали декілька десятків людей[5]
- 16 серпня
  - Помер автор трилогій «В Країні Сонячних Зайчиків», «Тореадори з Васюківки», український дитячий письменник Всеволод Нестайко[6]
- 13 серпня
  - Математик з Ірану Мар'ям Мірзахані стала першою жінкою, що отримала Філдсівську премію[7]
  - На Соборі УПЦ МП предстоятелем організації було обрано митрополита Онуфрія[8].
- 12 серпня
  - У Суперкубку УЄФА «Реал Мадрид» переміг «Севілью».
- 11 серпня
  - Містами Каліфорнії прокотилися акції протесту проти вбивства чорношкірого підлітка Майкла Брауна, якого застрелив поліцейський у Фергюсоні, штат Міссурі[9]
  - Помер актор Робін Вільямс. Поліція сновною версією вважаює самогубство[10]
- 10 серпня
  - Засновник Вікіпедії Джиммі Вейлз оголосив Ігоря Костенка, дописувача Вікіпедії з Небесної сотні, вікіпедистом року. Ігор Костенко став першим українцем, який отримав цю нагороду[11]
  - Реджеп Ердоган переміг на перших всенародних президентських виборах у Туреччині[12]
- 9 серпня
  - Помер футболіст Андрій Баль[13]
- 6 серпня
  - Зонд «Розетта» вийшов на орбіту комети Чурюмова—Герасименко[14]
- 3 серпня
  - На південному заході Китаю стався землетрус, жертвами якого стали майже 600 осіб[15]
- 1 серпня
  - Помер футболіст Валентин Белькевич[16] (на фото)